# Mittainvilliers-Vérigny
Mittainvilliers-Vérigny é uma comuna francesa na região administrativa do Centro-Vale do Loire, no departamento de Eure-et-Loir. Estende-se por uma área de 24.76 km². Em 2010 a comuna tinha 811 habitantes (densidade: 32,8 hab./km²).
Foi criada em 1 de janeiro de 2016, a partir da fusão das antigas comunas de Mittainvilliers e Vérigny.